# تشاكل الزمر

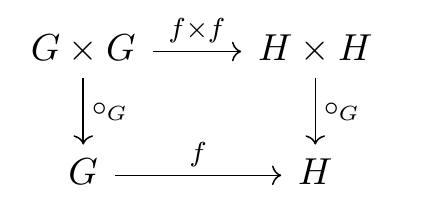
رسم تخطيطي تبادلي لتجانس المجموعة

تشاكل الزمرة هو تطبيق {\displaystyle h\colon G\!\rightarrow H\!} بين زمرتين بحيث يُبقى على عملية الزمرة: {\displaystyle f(g_{1}g_{2})=f(g_{1})f(g_{2})} لكل {\displaystyle g_{1},g_{2}\in G\!}، حيث أن الناتج في جهة اليد اليسرى في {\displaystyle G\!} وفي جهة اليد اليمنى في {\displaystyle H\!}. ونتيجةً لذلك، فإن العنصر المحايد لـ {\displaystyle H\!} هو صورة العنصر المحايد لـ {\displaystyle G\!} بتشاكل الزمرة، ورمزيًّا {\displaystyle f(e_{G\!})=e_{H\!}}. ومن الملاحَظ أن التشاكل يجب أن يُبقي على التطبيق المعاكس؛ لأن {\displaystyle f(g)f(g^{-1})=f(gg^{-1})=f(e_{G\!})=e_{H\!}}، لذلك {\displaystyle f(g)^{-1}=f(g^{-1})}.
على وجه التخصيص، تكون صورة {\displaystyle G\!} زمرة جزئية من {\displaystyle H\!} ونواة التشاكل، أي أن {\displaystyle f^{-1}(e_{H\!})} هي زمرة جزئية من {\displaystyle G\!}. في الواقع، تكون النواة زمرة جزئية طبيعية، وتشبه بذلك الصورة العكسية لأي زمرة جزئية طبيعية من {\displaystyle H\!}. وبالتالي فإن أي تشاكل غير تافه من زمرة بسيطة يجب أن يكون تباينيًّا.